# Lista de bandeiras iugoslavas
Esta é uma lista de bandeiras que foram usadas pela e na Iugoslávia.

## Bandeiras Nacionais e Civis
| Bandeira | Data      | Uso                                         | Descrição |
| -------- | --------- | ------------------------------------------- | --- |
|          | 1929–1945 | Bandeira nacional, insígnia civil e estatal | Três faixas horizontais iguais nas cores pan-eslavas, azul (topo), branco e vermelho.                                                                   |
|          | 1945–1946 | Bandeira nacional, insígnia civil e estatal | Três faixas horizontais iguais nas cores pan-eslavas, azul (topo), branco e vermelho, com uma estrela vermelha na faixa branca central.                 |
|          | 1946–1992 | Bandeira nacional                           | Três faixas horizontais iguais nas cores pan-eslavas, azul (topo), branco e vermelho, com uma estrela vermelha com borda amarela no centro da bandeira. |
|          | 1950–1992 | Insígnia civil e estatal                    | Três faixas horizontais iguais nas cores pan-eslavas, azul (topo), branco e vermelho, com uma estrela vermelha com borda amarela no centro da bandeira. |
|          | 1992–2006 | Bandeira nacional                           | Três faixas horizontais iguais nas cores pan-eslavas, azul (topo), branco e vermelho.                                                                   |

### Propostas
| Bandeira | Data | Uso               | Descrição                                                                                         |
| -------- | ---- | ----------------- | ------------------------------------------------------------------------------------------------- |
|          | 1963 | Bandeira nacional | Bandeira vermelha com o brasão do estado no centro. Idêntica ao jaque naval, exceto na proporção. |

## Bandeiras Militares

### Bandeiras do Exército
| Bandeira | Data      | Uso                                                                                       |
| -------- | --------- | ----------------------------------------------------------------------------------------- |
|          | 1918–1941 | Bandeira de guerra do Exército Real Iugoslavo                                             |
|          | 1918–1941 | Bandeira de guerra do Exército Real Iugoslavo (em escrita latina)                         |
|          | 1941–1945 | Bandeira de guerra do Exército Real Iugoslavo (Exército Iugoslavo na Pátria, ou Chetniks) |
|          | 1943–1945 | Bandeira dos Partisans Iugoslavos                                                         |
|          | 1943–1945 | Bandeira da Primeira Brigada Macedônia                                                    |
|          | 1943–1945 | Bandeira da Frente de Libertação                                                          |
|          | 1943–1945 | Bandeira da Unidade Triglav                                                               |
|          | 1945–1992 | Bandeira de guerra das Forças Terrestres Iugoslavas (em escrita latina)                   |
|          | 1969–1992 | Bandeira das Forças de Defesa Territorial                                                 |
|          | 1992–2006 | Bandeira de guerra das Forças Terrestres Iugoslavas (República Federal da Iugoslávia)     |

### Insígnias Navais
| Bandeira | Data      | Uso                                              | Descrição                                                                             |
| -------- | --------- | ------------------------------------------------ | ------------------------------------------------------------------------------------- |
|          | 1918–1922 | Insígnia Naval da Iugoslávia                     |                                                                                       |
|          | 1922–1944 | Insígnia Naval da Iugoslávia                     |                                                                                       |
|          | 1944–1945 | Insígnia Naval da Iugoslávia (Governo no exílio) | Três faixas horizontais iguais nas cores pan-eslavas, azul (topo), branco e vermelho. |
|          | 1942–1943 | Insígnia Naval da Iugoslávia                     |                                                                                       |
|          | 1943–1949 | Insígnia Naval da Iugoslávia                     |                                                                                       |
|          | 1949–1992 | Insígnia Naval da Iugoslávia                     |                                                                                       |
|          | 1992–2006 | Insígnia Naval da Iugoslávia                     |                                                                                       |

### Jaques Navais
| Bandeira | Data      | Uso                       |
| -------- | --------- | ------------------------- |
|          | 1956–1963 | Jaque Naval da Iugoslávia |
|          | 1963–1992 | Jaque Naval da Iugoslávia |
|          | 1992–2006 | Jaque Naval da Iugoslávia |

### Bandeiras do Ministério da Defesa
| Bandeira | Data      | Uso                                                                                             | Descrição |
| -------- | --------- | ----------------------------------------------------------------------------------------------- | --- |
|          | 1963–1993 | Padrão do Secretário Federal de Defesa Popular da República Socialista Federativa da Iugoslávia | |
|          | 1956–1963 | Padrão do Secretário Federal de Defesa Popular da República Socialista Federativa da Iugoslávia | |
|          | 1944–1945 | Estandarte do Ministro do Exército e da Marinha do Reino da Iugoslávia                          | |
|          | 1937–1944 | Estandarte do Ministro do Exército e da Marinha do Reino da Iugoslávia                          | |
|          | 1918–1937 | Estandarte do Ministro da Defesa do Reino da Iugoslávia                                         | |
|          | 1995–2006 | Padrão de Membro do Alto Conselho de Defesa                                                     | Tricolor iugoslavo proporcional 1:1 com águia sérvia no centro (versão usada pela Sérvia e Montenegro)                       |
|          | 1995–2006 | Estandarte do Chefe do Estado-Maior General                                                     | Campo branco proporcional 1:1 com águia sérvia no centro (versão servo-montenegrina) mais listras azuis e vermelhas na borda |
|          | 1995–2006 | Padrão do Ministro da Defesa                                                                    | Tricolor iugoslavo proporcional 1:1 com pequeno emblema das Forças Armadas no centro                                         |

### Bandeiras de Patentes
| Bandeira | Data      | Uso                                                         |
| -------- | --------- | ----------------------------------------------------------- |
|          | 1929–1941 | Estandarte de um Marechal de Campo (Vojvoda) da Iugoslávia  |
|          | 1929–1941 | Estandarte de General do Exército da Iugoslávia             |
|          | 1929–1941 | Estandarte de General Divisional da Iugoslávia              |
|          | 1929–1941 | Estandarte de Brigadeiro-General da Iugoslávia              |
|          | 1918–1941 | Bandeira do Almirante                                       |
|          | 1918–1941 | Bandeira do Vice-Almirante                                  |
|          | 1918–1941 | Bandeira do Contra-Almirante                                |
|          | 1956–1991 | Bandeira do Almirante da Frota                              |
|          | 1956–1991 | Bandeira do Almirante                                       |
|          | 1956–1991 | Bandeira do Vice-Almirante                                  |
|          | 1956–1991 | Bandeira do Contra-Almirante                                |
|          | 1949–1956 | Bandeira do Comandante e Comissário Político da Marinha     |
|          | 1949–1956 | Bandeira do Comandante e Comissário Político de uma Frota   |
|          | 1949–1956 | Bandeira do Comandante e Comissário Político de uma Brigada |

## Bandeiras do Governo

### Governamentais
| Bandeira | Data      | Uso                                                            | Descrição                           |
| -------- | --------- | -------------------------------------------------------------- | ----------------------------------- |
|          | 1992–2003 | Estandarte Presidencial                                        |                                     |
|          | 1963–1992 | Estandarte Presidencial                                        |                                     |
|          | 1956–1963 | Estandarte Presidencial                                        |                                     |
|          | 1949–1956 | Bandeira naval do comandante-em-chefe                          |                                     |
|          | 1981–1992 | Estandarte de um membro da presidência                         |                                     |
|          | 1937–1945 | Estandarte do Primeiro-ministro                                |                                     |
|          | 1995–2006 | Estandarte do Primeiro-ministro                                | Tricolor iugoslavo proporcional 1:1 |
|          | 1981–1992 | Estandarte do Primeiro-ministro                                |                                     |
|          | 1963–1992 | Estandarte do Presidente da Assembleia Federal                 |                                     |
|          | 1920–1952 | Bandeira do Partido Comunista da Iugoslávia (escrita cirílica) |                                     |
|          | 1920–1952 | Bandeira do Partido Comunista da Iugoslávia(escrita latina)    |                                     |
|          | 1952–1990 | Bandeira da Liga dos Comunistas (escrita cirílica)             |                                     |
|          | 1952–1990 | Bandeira da Liga dos Comunistas (escrita latina)               |                                     |
|          | 1952–1990 | Bandeira da Liga dos Comunistas da Croácia                     |                                     |
|          | 1952–1990 | Bandeira da Liga dos Comunistas da Eslovênia                   |                                     |
|          | 1952–1990 | Bandeira da Liga dos Comunistas da Macedônia                   |                                     |
|          | 1974–1990 | Bandeira da Liga da Juventude Socialista                       |                                     |

### Monárquicas
| Bandeira | Data      | Uso                               |
| -------- | --------- | --------------------------------- |
|          | 1922–1937 | Estandarte Real do Rei            |
|          | 1937–1941 | Estandarte Real do Rei            |
|          | 1937–1941 | Estandarte da Rainha              |
|          | 1937–1941 | Estandarte do Príncipe Regente    |
|          | 1937–1941 | Estandarte do Príncipe Herdeiro   |
|          | 1937–1941 | Estandarte de Membro da Casa Real |
|          | 1937–1941 | Estandarte do Regente             |

## Bandeiras da República

### República Socialista da Bósnia e Herzegovina
| Bandeira | Data      | Uso                                                                 |
| -------- | --------- | ------------------------------------------------------------------- |
|          | 1946–1992 | Bandeira nacional, insígnia civil e estatal da Bósnia e Herzegovina |
|          | 1944–1946 | Bandeira nacional, insígnia civil e estatal da Bósnia e Herzegovina |

#### Propostas
| Bandeira | Data                   | Uso                                                                 | Descrição |
| -------- | ---------------------- | ------------------------------------------------------------------- | --- |
|          | 1947                   | Bandeira nacional, insígnia civil e estatal da Bósnia e Herzegovina | Variante da bandeira adotada em 31 de dezembro de 1946 com uma bandeira do cantão iugoslavo muito maior e uma margem.                                                              |
|          | 15 de novembro de 1946 | Bandeira nacional, insígnia civil e estatal da Bósnia e Herzegovina | Bandeira federal da Iugoslávia com uma estrela dourada adicional de cinco pontas imposta atrás da estrela vermelha existente, com seus raios posicionados de forma intercambiável. |

### República Socialista da Croácia
| Bandeira | Data            | Uso                                                    |
| -------- | --------------- | ------------------------------------------------------ |
|          | 1990 – presente | Bandeira nacional, insígnia civil e estatal da Croácia |
|          | 1990            | Bandeira nacional, insígnia civil e estatal da Croácia |
|          | 1947–1990       | Bandeira nacional, insígnia civil e estatal da Croácia |
|          | 1945–1947       | Bandeira nacional, insígnia civil e estatal da Croácia |

### República Socialista da Macedônia
| Bandeira | Data      | Uso                                                      |
| -------- | --------- | -------------------------------------------------------- |
|          | 1946–1992 | Bandeira nacional, insígnia civil e estatal da Macedônia |
|          | 1944–1946 | Bandeira nacional, insígnia civil e estatal da Macedônia |

### República Socialista de Montenegro
| Bandeira | Data      | Uso                                                       |
| -------- | --------- | --------------------------------------------------------- |
|          | 1992–2004 | Bandeira nacional, insígnia civil e estatal de Montenegro |
|          | 1946–1992 | Bandeira nacional, insígnia civil e estatal de Montenegro |
|          | 1943–1946 | Bandeira nacional, insígnia civil e estatal de Montenegro |

### República Socialista da Sérvia
| Bandeira | Data      | Uso                                                   |
| -------- | --------- | ----------------------------------------------------- |
|          | 1992–2004 | Bandeira nacional, insígnia civil e estatal da Sérvia |
|          | 1947–1992 | Bandeira nacional, insígnia civil e estatal da Sérvia |
|          | 1943–1947 | Bandeira nacional, insígnia civil e estatal da Sérvia |

### República Socialista da Eslovênia
| Bandeira | Data      | Uso                                                      |
| -------- | --------- | -------------------------------------------------------- |
|          | 1947–1991 | Bandeira nacional, insígnia civil e estatal da Eslovênia |
|          | 1943–1947 | Bandeira nacional, insígnia civil e estatal da Eslovênia |

## Bandeiras dos Banatos e Banovinas
| Bandeira | Data      | Uso                                                |
| -------- | --------- | -------------------------------------------------- |
|          | 1939–1941 | Bandeira civil e insígnia da Banovina da Croácia   |
|          | 1939–1941 | Bandeira estatal e insígnia da Banovina da Croácia |

## Comunidades Étnicas
Embora a Província Socialista Autônoma do Kosovo não tivesse bandeira oficial, a partir de 1969 a população albanesa do Kosovo pôde usar uma variante da bandeira albanesa como bandeira étnica. A partir de 1985, um direito semelhante aplicava-se a todas as minorias nacionais, desde que a bandeira fosse carregada com a estrela vermelha iugoslava.
| Bandeira | Uso                                                                                         |
| -------- | ------------------------------------------------------------------------------------------- |
|          | Bandeira da minoria albanesa na República Socialista Federativa da Iugoslávia               |
|          | Bandeira da minoria búlgara na República Socialista Federativa da Iugoslávia                |
|          | Bandeira da minoria checa na República Socialista Federativa da Iugoslávia                  |
|          | Bandeira da minoria alemã na República Socialista Federativa da Iugoslávia                  |
|          | Bandeira da minoria húngara na República Socialista Federativa da Iugoslávia                |
|          | Bandeira da minoria italiana na República Socialista Federativa da Iugoslávia               |
|          | Bandeira da minoria polonesa na República Socialista Federativa da Iugoslávia               |
|          | Bandeira da minoria cigana na República Socialista Federativa da Iugoslávia                 |
|          | Bandeira da minoria romena na República Socialista Federativa da Iugoslávia                 |
|          | Bandeira das minorias rutenas e ucranianas na República Socialista Federativa da Iugoslávia |
|          | Bandeira das minorias eslovaca e russa na República Socialista Federativa da Iugoslávia     |
|          | Bandeira da minoria turca na República Socialista Federativa da Iugoslávia                  |